# Kommende
Kommende ([kɔˈmɛndə], Betonung auf der zweiten Silbe; lateinisch commendare „anvertrauen“, „empfehlen“) bezeichnet ursprünglich als Begriff im Kirchenrecht die Übertragung der Einkünfte eines Kirchen- oder Klostervermögens auf eine dritte Person unter Befreiung von den Amtspflichten. In späterer Zeit wurden die Niederlassungen der Ritterorden als „Kommende“ oder Komturei bezeichnet (in Frankreich als commanderie, in Spanien als encomienda, in Polen als komturia, komenda oder komandoria).

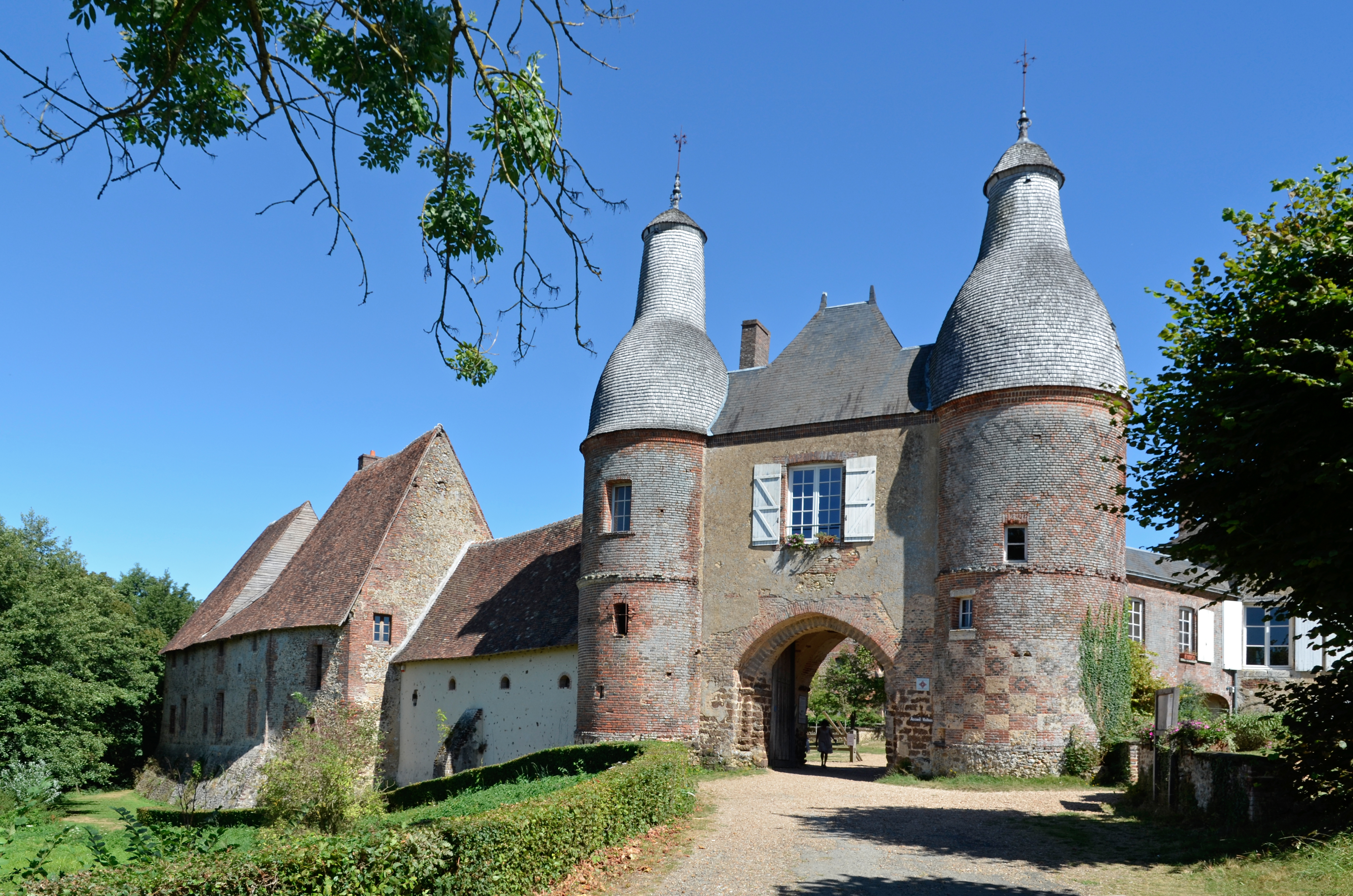
Commanderie d’Arville, Département Loir-et-Cher

## Kommende im Kirchenrecht

### Anfänge
Im kanonischen Recht war die Kommende eine Form der treuhänderischen Weitergabe kirchlicher Pfründen an eine dritte Person, den Kommendisten. Der Begriff in commendam wurde ursprünglich auf die einstweilige Besetzung einer Pfründe angewandt, zu der es übergangsweise keinen Amtsträger gab – als logisches Gegenstück zum Begriff in titulum, der dem ordnungsgemäßen und unbedingten Zustand zugeordnet war.
Bereits Ambrosius von Mailand († 397) erwähnt in einem Brief die Weitergabe einer Kirche in commendam während seiner Zeit als Bischof: „Commendo tibi, fili, Ecclesiam, quae est ad Forum Cornelii, … donec ei ordinetur episcopus“ (Epistel II). Das dritte Konzil von Orléans sprach im Jahr 538 das Recht, Güter in commendam zu geben, den Bischöfen zu, während im deutschen Sprachgebiet die Institution der Eigenkirchen üblich war. Papst Gregor der Große († 604) gab Kirchen und Klöster in commendam an solche Bischöfe, die durch Kriegsgewalt aus ihren Diözesen vertrieben worden waren oder deren Diözesen nicht wohlhabend genug waren, um ihr kirchliches Oberhaupt zu ernähren.

### Laien als Kommendataräbte
In der Zeit der Merowinger und Karolinger wurden im fränkischen Reich auch Laien mit Abteien belehnt. Ein solcher „Laienabt“ oder „Kommendatarabt“ war ein Schutzherr, aber nicht das geschäftsführende Oberhaupt einer Abtei; er erhielt die Einkünfte, so dass die Klöster oft ihre Einkünfte verloren und dafür keinen Ersatz erhielten. Ein Abt in commendam hatte auch mit dem täglichen Betrieb oder der geistlichen Disziplin nichts zu tun und residierte üblicherweise auch nicht in der Abtei. Die geistliche Leitung des Klosters lag meist bei einem Mönch des Klosters, der oft als Prior betitelt wurde. Der zuerst unter Karl Martell aufgetretene Brauch wurde zwar von der Kirche meist bekämpft, angesichts der Macht des jeweiligen politischen Landesherrn blieb der Kirche jedoch oft nichts anderes übrig als diese Praxis zu akzeptieren.
Bekannte Beispiele von Laienäbten aus dem 10. Jahrhundert sind:
- Otto der Erlauchte aus der Familie der Liudolfinger, † 912, Herzog von Sachsen, Laienabt von Hersfeld
- Richard der Gerichtsherr aus der Familie der Buviniden, † 921, Herzog von Burgund, Laienabt von Sainte-Colombe in Sens und Saint-Germain d’Auxerre
- Eberhard von Franken aus der Familie der Konradiner, † 939, Laienabt von St. Maximin in Trier
- Hugo Capet, der Stammvater der Kapetinger, † 996, König von Frankreich, Laienabt von Saint-Martin de Tours, Saint-Germain d’Auxerre, Saint-Aignan in Orléans, Saint-Quentin und Saint-Vaast

Als 1122 der Investiturstreit zugunsten der Kirche beigelegt wurde, wurde die Ernennung von Laien in commendam abgeschafft.

### Weitere Entwicklung
Ab dem 14. Jahrhundert wurden Pfründen in großer Zahl in die Hand einzelner Kardinäle gegeben, wobei die Vergabe nicht mehr zeitlich beschränkt sein musste, sondern auch auf Lebenszeit erfolgen konnte. So verlieh das Konkordat von Bologna aus dem Jahre 1516 zwischen Papst Leo X. und König Franz I. dem König von Frankreich das Recht, 225 abbés commendataires (für fast alle französischen Abteien) zu ernennen. Kommendataräbte konnten auch zu einer Verbesserung der Ordensdisziplin beitragen, wie die Beispiele Jean de la Barrière, Armand Jean Le Bouthillier de Rancé und Angélique Arnauld zeigen.
Bekannte Kardinäle, die gleichzeitig Kommendataräbte waren, sind Richelieu und Mazarin, denen unter anderem die Abtei Cluny und die Abtei La Chaise-Dieu unterstanden.
Die Stellung als Kommendatarabt war nicht auf Kardinäle beschränkt; so war Christophorus Rauber als Bischof von Laibach von 1508 bis 1536 Kommendatarabt des Stiftes Admont.

### Heutige Situation
Mit der Französischen Revolution ist in der Praxis die Vergabe des Titels abbé commendataire in Frankreich erloschen. Entsprechend endete auch in Deutschland nach der Säkularisation zu Beginn des 19. Jahrhunderts die Vergabe des Titels „Kommendatarabt“.
In der Anglikanischen Kirche wurde das Verfahren, Pfründen in commendam zu geben, im Jahr 1836 abgeschafft.
In der Katholischen Kirche hat der Papst noch heute das Recht, dieses Verfahren anzuwenden. Davon macht er aber nur bei Kardinälen Gebrauch, die in Rom residieren.

## Kommenden der Ritterorden

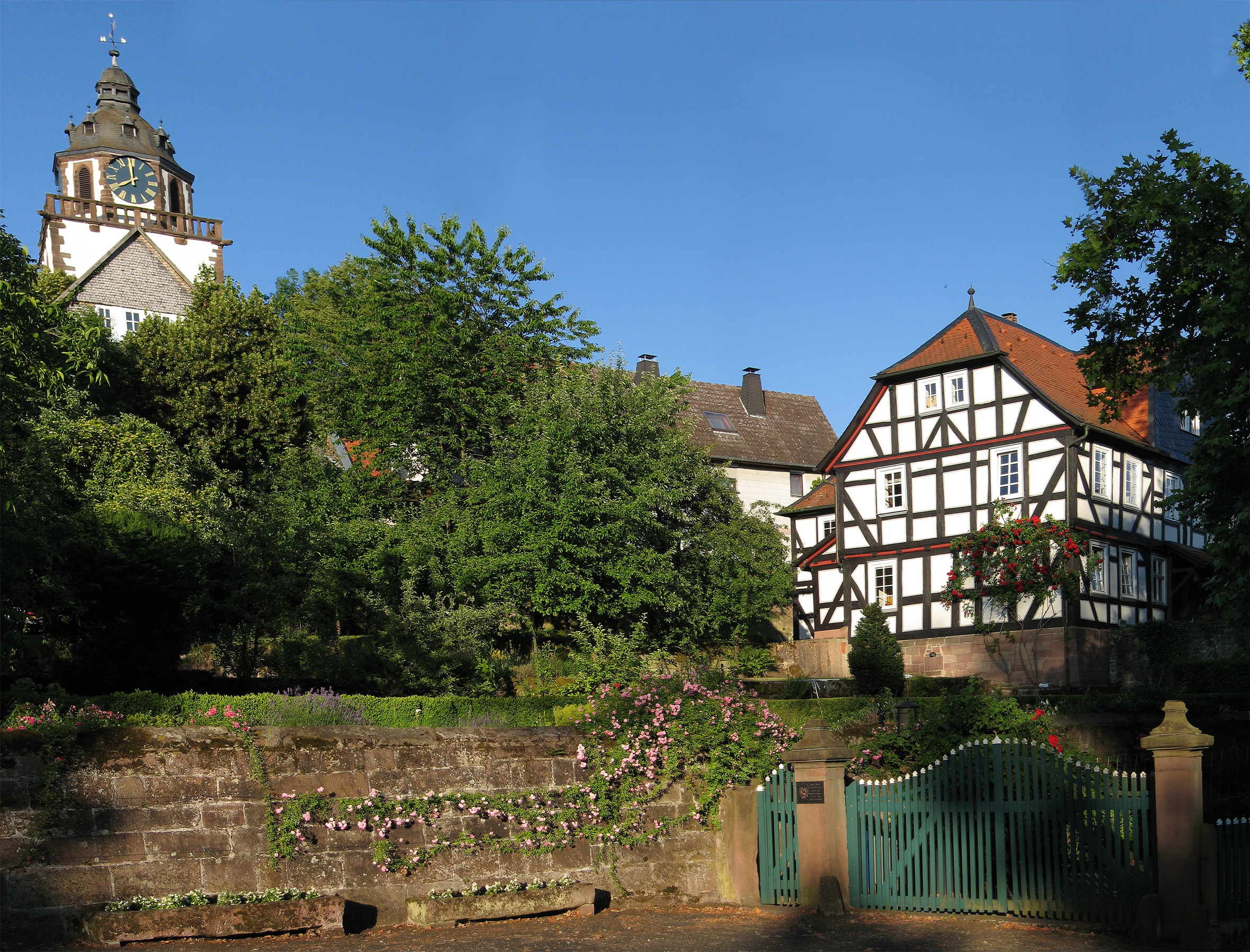
Der Gillhof in Kirchhain, Kommende des Deutschen Ordens

Die geistlichen Ritterorden nannten ihre Niederlassungen (z. B. Klöster der Ordensritter und Ordenspriester) „Kommende“. Sie waren nicht nur Konvente, sondern auch Verwaltungseinheiten, die einem Komtur (von mittellateinisch commendator) unterstanden. Der Komtur übte alle Verwaltungsbefugnisse aus, beaufsichtigte die seiner Kommende unterstellten Vogteien und Zehnthöfe und war seinerseits dem Bailli oder Landkomtur unterstellt. Mehrere Kommenden wurden in einer Ballei (einer Ordensprovinz) zusammengeschlossen.
Zu den Aufgaben der Komturei zählte in erster Linie die Bewirtschaftung ihrer Güter. Ihr oblag jedoch auch die Übung der Gastfreundschaft gegenüber durchreisenden Ordensangehörigen. Die Kommende alimentierte Küster, Pfarrer und alle weltlichen und geistlichen Untergebenen des Komturs. Arme wurden durch Almosen unterstützt.